# Lonesome Luke, Messenger
Lonesome Luke, Messenger è un cortometraggio comico muto del 1917 diretto da Hal Roach e interpretato da Harold Lloyd.

## Produzione
Il film fu prodotto da Hal Roach per la Rolin Films.

## Distribuzione
Distribuito dalla Pathé Exchange, il film uscì nelle sale cinematografiche USA il 5 agosto 1917.